# Falacrocoracide
Falacrocoracidele (Phalacrocoracidae) sau cormoranii este o familie de păsări acvatice ihtiofage (consumatoare de pește), bune înotătoare și scufundătoare, care trăiesc pe coastele mărilor, prin bălți și pe malurile râurilor înconjurate de vegetație.

## Descrierea
Această familie cuprinde păsări de talie mijlocie. Cormoranul mare are 91–93 cm (mai mare decât găina), iar cormoranul mic are 48–52 cm (între cioară și corb).
Au ciocul relativ lung și prevăzut cu o pungă mică, iar la vârful ciocului au un cârlig (o unghie încârligată). Gâtul este lung,  iar aripile de mărime mijlocie.
Penele au o culoare închisă. Coada este lungă, rotunjită, formată din pene (rectrice) rigide, folosite drept cârmă la vânătoarea subacvatică.
Nu au glande uropigiene, de aceea, când penajul se udă ușor după scufundări repetate, păsările se expun la soare cu aripile desfăcute, pentru a se usca. Glandele uropigiene sunt niște glande sebacee la baza cozii la multe păsări acvatice, cu a cărei grăsime acestea își ung penele cu ciocul pentru a-și impermeabiliza penajul.
Au toate patru degetele de la picior unite prin membrane înotătoare ce formează o palmatură mare, iar primul deget este îndreptat lateral și nu înapoi.

## Distribuția geografică
Falacrocoracidele întrunește circa 40 de specii răspândite aproape pe întreg globul pamântesc în zonele boreale, temperate și tropicale. În România se întâlnesc în Delta Dunării.

## Habitatul și comportamentul
Sunt adaptate într-un grad înaintat la viața acvatică, fiind excelente înotătoare și scufundătoare, dar și bune zburătoare. Pe uscat se mișcă destul de greoi.
Trăiesc pe coastele mărilor, dar și prin bălți și și pe malurile râurilor înconjurate de vegetație.
În insulele Galapagos trăiește cormoranul nezburător (Phalacrocorax harrisi), care din cauza reducerii simțitoare a aripilor, în urma nefolosirii lor, nu mai este capabil să zboare.

## Hrana
Hrana constă din pești de diferite specii și mărimi, pe care-i prind urmărindu-i pe sub apă. Sunt mari consumatori de pești și sunt considerate ca cele mai stricătoare păsări. Adesea produc pagube rupând plasele de pescuit.
Puii introduc ciocul în gura părinților spre a-și lua hrana.
Excrementele lor produc guano, foarte prețios ca îngrășământ. În China și Japonia cormoranii sunt dresați în vederea pescuitului.

## Reproducerea
Sunt păsări monogame. Trăiesc în colonii simple (cormoranii mari) sau mixte (cormoranii mici). Coloniile ajung, uneori, la mărimi considerabile.
Cuiburile le fac în arbori (sălcii etc.), pe stânci sau pe sol.
Puii sunt nidicoli și ies din ou golași și de regulă orbi, și au nevoie de o îngrijire îndelungată până ce pot părăsi cuibul.

## Sistematica
Fosilele sunt cunoscute din eocenul inferior (acum 54 milioane ani).
Falacrocoracidele cuprind circa 40 de specii. În clasificările mai vechi cormoranii erau incluși în ordinul pelecaniformelor (Pelecaniformes), însă în prezent sunt incluși în ordinul suliforme (Suliformes).
Specii:
- Phalacrocorax africanus
- Phalacrocorax capillatus
- Phalacrocorax featherstoni
- Phalacrocorax neglectus
- Phalacrocorax aristotelis
- Phalacrocorax atriceps

- Phalacrocorax atriceps albiventer

- Phalacrocorax auritus
- Phalacrocorax bougainvillii
- Phalacrocorax bransfieldensis
- Phalacrocorax brasilianus (sau Phalacrocorax olivaceus)
- Phalacrocorax campbelli
- Phalacrocorax capensis
- Phalacrocorax carbo
- Phalacrocorax carunculatus
- Phalacrocorax chalconotus
- Phalacrocorax colensoi
- Phalacrocorax coronatus
- Phalacrocorax fuscescens
- Phalacrocorax fuscicollis
- Phalacrocorax gaimardi
- Phalacrocorax georgianus
- Phalacrocorax harrisi
- Phalacrocorax lucidus
- Phalacrocorax magellanicus
- Phalacrocorax melanogenis
- Phalacrocorax melanoleucos
- Phalacrocorax niger
- Phalacrocorax nigrogularis
- Phalacrocorax nivalis
- Phalacrocorax onslowi
- Phalacrocorax pelagicus
- Phalacrocorax penicillatus
- † Phalacrocorax perspicillatus
- Phalacrocorax punctatus
- Phalacrocorax purpurascens
- Phalacrocorax pygmeus
- Phalacrocorax ranfurlyi
- Phalacrocorax sulcirostris
- Phalacrocorax urile
- Phalacrocorax varius
- Phalacrocorax verrucosus

## Specii din România
În România se întâlnesc în Delta Dunării 3 specii de cormorani:
- Cormoranul mare (Phalacrocorax carbo), în parte sedentar.
- Cormoranul mic  (Phalacrocorax pygmeus), migrator.
- Cormoranul moțat (Phalacrocorax aristotelis), cu apariție accidentală.